# Çardaqlı, Şəmkir
Çardaqlı (arm. Խաչիսար) je selo u Šamkirskom raonu u Azerbajdžanu. Prije Rata u Gorskom Karabahu, selo je bilo napučeno Armencima.

## Povijest

### Drugi svjetski rat
Çardaqlı je rodno mjesto brojnih heroja Velikog domovinskog rata. Oko 1250 stanovnika sela sposobnih za rat sudjelovalo je u borbama protiv nacističke Njemačke. Pola njih su odlikovani, a dva su postala maršali Sovjetskog Saveza (Ivan Bagramjan i Hamazasp Babadžanjan), dvanaestorica generali, a sedmorica heroji Sovjetskog Saveza.

### Deportacija Armenaca
U razdoblju rujan-listopad 1987., prvi sekretar okružnog komiteta KP Azerbajdžana M. Əsədov došao je u sukob sa stanovnicima sela u vezi s njihovim prosvjedima protiv otpuštanja mjesnog armenskog ravnatelja sovhoza i imenovanjem Azera na njegov položaj. Zbog toga je u Erevanu je izbio prosvjed. Krajem studenoga 1988. svi Armenci iz Çardaqlıa su protjerani.